# Mesogobius
Mesogobius – rodzaj ryb z rodziny babkowatych (Gobiidae).

## Występowanie
Zlewisko słodkowodnych i słonawych  wód Morza Czarnego, Azowskiego i Kaspijskiego.

## Klasyfikacja
Gatunki zaliczane do tego rodzaju:
- Mesogobius batrachocephalus - babka żabia[3]
- Mesogobius nigronotatus
- Mesogobius nonultimus